# Attilia Vaglieri

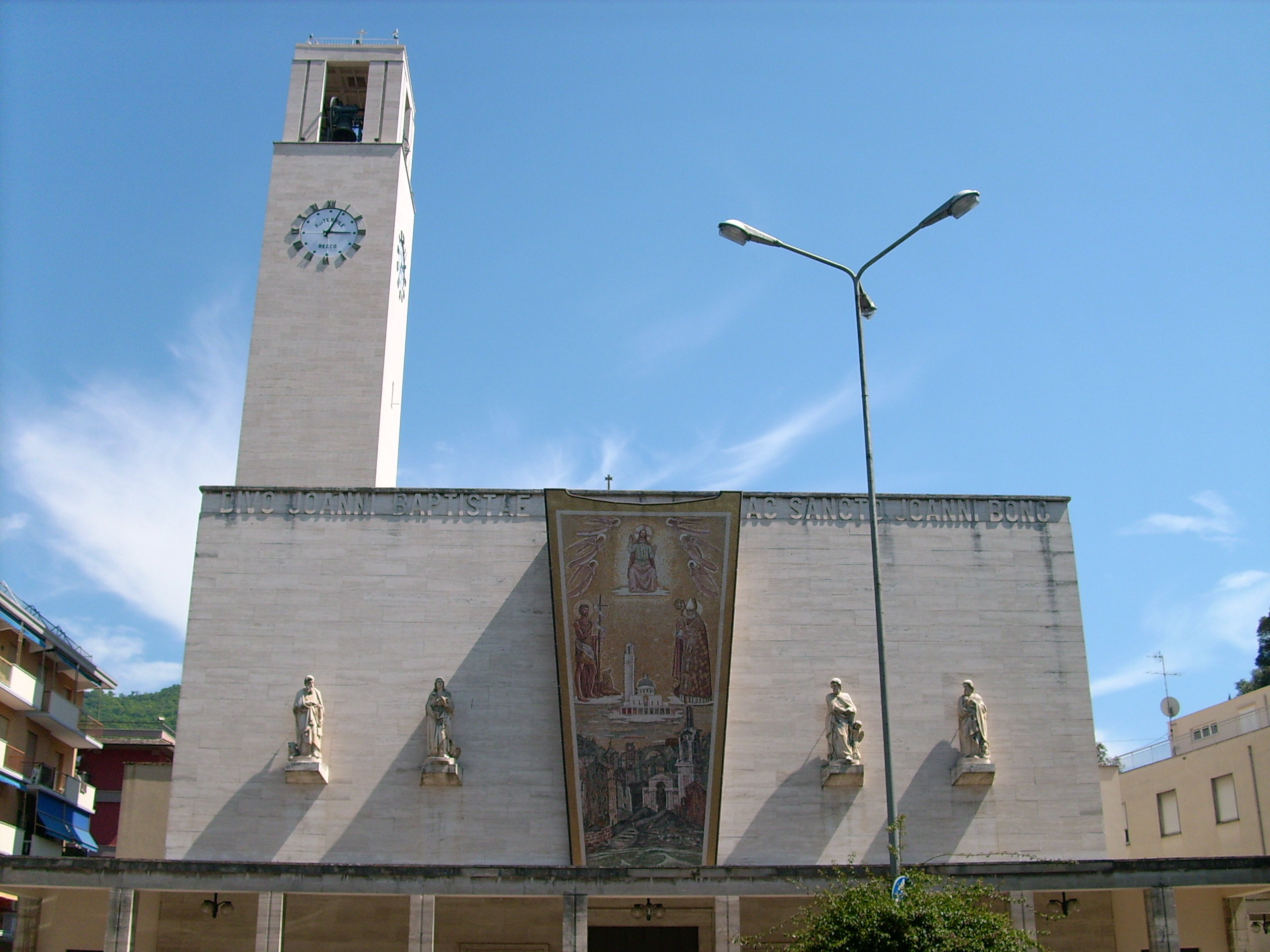
Iglesia de San Giovanni Battista y Giovanni Bono, Liguria, Italia. De Attilia Vaglieri Travaglio y Umberto Travaglio.

Attilia Vaglieri Travaglio (1891, Roma, Italia-1969) fue una arquitecta pionera italiana que realizó sus principales obras en las décadas 1920-1930.

## Primeros años
La arquitecta Attilia Vaglieri nació en Roma en 1891. Fue la tercera hija de Dante Vaglieri, un arqueólogo y epigrafista italiano, conocido por haber llevado a cabo importantes campañas de exploración en Roma, sobre todo en el Palatino y Ostia Antica.

## Vida personal
Vaglieri se casó con el arquitecto Umberto Travaglio, quien además fue su socio. En 1933, tuvieron una hija, Adriana Travaglio Russo. 

## Trayectoria
Vaglieri se dedicó a proyectos de viviendas colectivas, planes urbanísticos, proyectos para instalaciones deportivas y de recreo, en estilo “Littorio”, con cincuenta obras documentados hacia 1935.
Junto a su marido Umberto Travaglio, compartieron un exiguo número de trabajos profesionales. Se destaca el proyecto para la Iglesia Parroquial de San Giovanni Battista y Giovanni Bono en Recco, Liguria – elaborado en el ámbito del Plan de reconstrucción posbélica de la ciudad – de lenguaje moderno y un diseño caracterizado por el uso de formas geométricas puras y nítidas, moldeadas por el juego de luz y sombra.
Realizó también un proyecto de viviendas en San Pietro, una villa en estilo renacentista en el Gianicolo y otra en estilo neoclásico en San Balbino, su propia casa en estilo Novecento, el proyecto de la catedral de Beirut, la renovación de la zona dantesca en Ravenna prevista por el plan general de ordenación urbana del 1928, el estudio para la realización de la ciudad poli-deportiva Dux en Ostia.
A principio de los años 30 Vaglieri realizó un Plan monumental para la zona de la música cerca del Aventino en Roma, que comprendía un auditorio con capacidad para 60 000 personas, con planimetría de diseño simétrico y fachada de líneas sinuosas. El Plan monumental incluía también un teatro al aire libre, un palacio de congresos y de la música, una casa de estudiantes para los alumnos de la Academia de Santa Cecilia.

## Obras y proyectos

#### Obras arquitectónicas
- Iglesia de San Giovanni Battista y Giovanni Bono, Recco, Liguria, Italia.
- Villa estilo renacentista, Gianicolo
- Villa estilo neoclásico, San Balbino
- Vivienda Vaglieri - Travaglio

#### Proyectos urbanísticos
- Renovación de la zona dantesca en Ravenna. Plan general de ordenación urbana de 1928
- Ciudad poli-deportiva, Dux, Ostia
- Plan para la "zona de la música", Aventino, Roma.

## Reconocimientos
En 1929 ganó el concurso internacional para la realización del Museo Greco-Romano en la ciudad egipcia de Alejandría, no pudo recibir su premio por el hecho de ser mujer, en cumplimiento de las leyes musulmanas.